# Ulven og Uglen
Ulven og Uglen er et dansk forlag, der fokuserer på at få udgive fantasy til voksne. Det blev grundlagt af Line Lybecker og Katrine Buch Mortensen i 2013.
De har udgivet bøger som Mørkets søn-serien af Jeanette Hedengran og Tina Sanddahl, Fortællingen om Blodet-serien af Anders Björkelid og Stormlysarkiverne-serien-serien af Brandon Sanderson.